# Cantó de Gramat
El cantó de Gramat és un cantó francès del departament de l'Òlt, situat al districte de Gordon. Té 12 municipis i el cap és Gramat.

## Municipis
- Albinhac
- Lo Bastit
- Viá
- Carlucet
- Coson
- Gramat
- La Vèrnha
- Mièrs
- Padirac
- Rinhac
- Ròcamador
- Tegrà

## Història
| Data d'elecció                           | Identitat      | Partit | Qualitat |
| ---------------------------------------- | -------------- | ------ | -------- |
| 1973-2004                                | Jean Dumas     | RPR    |          |
| 2004-                                    | Maxime Verdier | PS     |          |
| les dades anteriors no són pas conegudes |                |        |          |
|                                          |                |        |          |

## Demografia
| 1962  | 1968  | 1975  | 1982  | 1990  | 1999  | 2006  |
| ----- | ----- | ----- | ----- | ----- | ----- | ----- |
| 6.023 | 6.440 | 6.391 | 6.818 | 6.740 | 7.022 | 7.329 |